# Joey Covington
Joey Covington, nato Joseph Edward Michno (Johnstown, 27 giugno 1945 – Palm Springs, 4 giugno 2013), è stato un batterista e compositore statunitense.

## Biografia
Terzo di sei figli, Joey Covington nacque da Louis e da Elizabeth Sisco. Il padre, modesto giocatore di baseball la cui carriera fu troncata dalla seconda guerra mondiale, dopo il conflitto lavorò come camionista; la madre ambiva a diventare una cantante country. Il giovane crebbe nell’East Conemaugh, in una cittadina vicina a Johnstown. A dieci anni, imparò da autodidatta a suonare la batteria seguendo le percussioni di jazzisti fra i quali Joe Morello, Preston Epps e Sandy Nelson. Fu subito ingaggiato in gruppi musicali e poi, quattordicenne, andò a suonare in club di striptease; fece parte di formazioni giovanili quando frequentava le scuole superiori, e in quelle esperienze musicali imparò ad associare la voce alle percussioni, raffinando la tecnica strumentistica.
Dopo aver conseguito il diploma era destinato ad arruolarsi nelle forze statunitensi che combattevano in Vietnam, ma di ritorno da un concerto, assieme al gruppo musicale dei Vibra-Sonic di cui era il batterista, il mezzo su cui viaggiava venne speronato da un’auto: nell’incidente, il bassista morì e Covington subì fratture multiple al bacino e alle gambe che necessitarono  di nove mesi affinché il giovane musicista riprendesse a camminare.
Ormai ventenne, Covington fece rotta su New York dove ottenne una scrittura per un tour con il gruppo di Danny Apolinar, e a seguire fece da supporto alle Supremes, alle Shangri-Las e ai Fenways. Nel 1967, il musicista si spostò nella West Coast insediandosi a Los Angeles, e lì fece la conoscenza del violinista cinquantenne Papa John Creach. Insieme a Creach, si unì alla cerchia dei Jefferson Airplane: entrambi collaborarono alle esecuzioni degli Hot Tuna e Covington divenne il batterista degli Airplane quando Spencer Dryden lasciò per confluire nei New Riders of the Purple Sage. Era nella formazione che incise l’album Bark – al quale contribuì con Pretty as You Feel composta insieme ad altri musicisti e con Thunk da lui scritta e cantata – e il successivo Long John Silver che però non portò a termine. Successivamente all’abbandono del gruppo, nel 1973 pubblicò l’album Fat Fandango, e dopo avere collaborato con Peter Kaukonen (fratello di Jorma Kaukonen) Covington si eclissò dal mondo musicale californiano, riemergendo dopo qualche tempo a fianco di John Cipollina, proveniente dai Quicksilver Messenger Service, e di altri nomi nei San Francisco All Stars, gruppo che ha radunato nel tempo strumentisti come Rick Danko, Billy Roberts, Paul Shortino, Jimmy Crespo, Brian May, Albert Collins, Mike Bloomfield, Joe Chambers.
Covington è morto a 67 anni in un incidente stradale. Nell’effettuare una curva autostradale la sua auto si è schiantata contro un muro; secondo le notizie, il musicista non indossava la cintura di sicurezza.